# Al 'azi
 (septembre 2018).
Si vous disposez d'ouvrages ou d'articles de référence ou si vous connaissez des sites web de qualité traitant du thème abordé ici, merci de compléter l'article en donnant les références utiles à sa vérifiabilité et en les liant à la section « Notes et références ».

L'al 'azi est un genre de poésie chantée dans les régions du nord d'Oman et aux Émirats arabes unis.

## Présentation
L'al 'azi ressemble à un concours de poésie où le poète échange avec un chœur, il est ponctué de mouvement d'épée ainsi que de pas. Il peut y avoir un grand nombre de villageois ou de personnes appartenant à une tribu. Le poète récite les poèmes en arabe en improvisant et le chœur doit lui répondre par des gestes et des répliques appropriés. Les poèmes peuvent rendre hommage à des personnes importantes ou à des moments historiques et expriment la fierté d'appartenance à une tribu ou à un village. L'al 'azi est pratiqué par plus d'une centaine de tribus.

## Patrimoine culturel immatériel de l’humanité
« Al ‘azi, élégie, marche processionnelle et poésie » a été inscrit en 2012 par l'UNESCO sur
la liste représentative du patrimoine culturel immatériel de l’humanité.